# Lac Almanor
Le lac Almanor (Lake Almanor en anglais) est un lac situé dans le comté de Plumas au nord-est de la Californie aux États-Unis.
Le lac retient un volume d’eau de 1,6 km3 pour une profondeur maximale d’un peu moins de 30 mètres et une superficie d’environ 114 km2. Le lac est formé par un barrage hydroélectrique de 40 mètres de haut situé sur la rivière North Fork of the Feather River. 

## Histoire

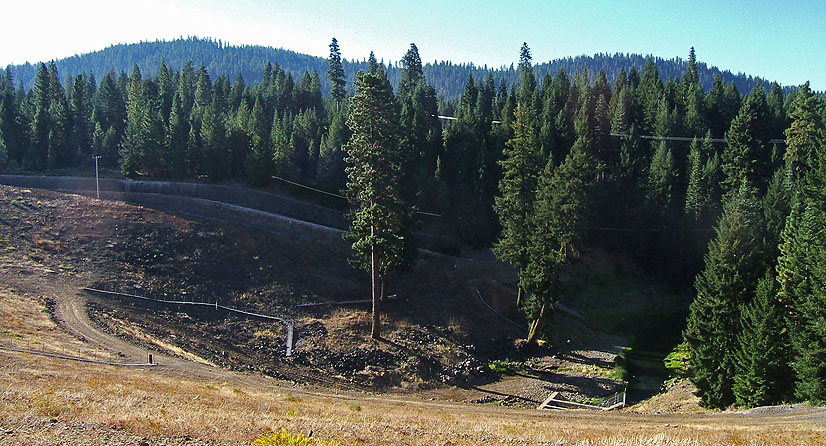
Barrage du lac Almanor.

Le barrage est construit de 1926 à 1927 par le fournisseur d'électricité Great Western Power. Le lac formé remplace une vallée dénommée Big Springs/Big Meadows. Des bâtiments de la localité de Prattville sont déplacés juste avant plus en hauteur car ils sont situés sous le niveau du lac. Le nom du lac fait référence au prénom des trois filles du vice-président de Great Western Power de l'époque, soit Alice, Martha et Eleanor,.
Le barrage est ensuite repris par la Pacific Gas and Electric Company (PG&E) - qui avait racheté son compétiteur Great Western Power - qui l’utilise pour produire de l’électricité. La station hydroélectrique (capacité de 41 MW) est située à distance du lac. Les eaux sont envoyées par une conduite pour faire tourner les turbines de la station.
Le lac est de son côté apprécié par de nombreux touristes qui y pratiquent des activités nautiques.  
Une partie des berges du lac est localisée dans la forêt nationale de Lassen mais lui-même ne s'y trouve pas. Le lac accueille la Bernache du Canada et de nombreuses espèces de canards. Parmi les rapaces se trouve occasionnellement le Pygargue à tête blanche.